# Paragongylidiellum
Paragongylidiellum Wunderlich, 1973 è un genere di ragni appartenente alla famiglia Linyphiidae.

## Distribuzione
L'unica specie oggi attribuita a questo genere è stata rinvenuta in India e nel Nepal.

## Tassonomia
A dicembre 2011, si compone di una specie:
- Paragongylidiellum caliginosum Wunderlich, 1973[3] — India, Nepal